# Тепловая инерция
Тепловая инерция — это термин, используемый в основном в инженерном и научном моделировании теплопередачи, и обозначающий совокупность свойств материала, связанных с теплопроводностью и объёмной теплоёмкостью. Например, можно встретить выражения этот материал обладает большой тепловой инерцией, или Тепловая инерция играет важную роль в этой системе, которые обозначают то, что эффекты в динамике являются определяющими для данной модели, и расчёты в стационарном состоянии могут дать неточные результаты. Иными словами тепловая инерция характеризует способность сопротивляться изменению температуры за определённое время.
Этот термин отражает научную аналогию и не связан напрямую с термином инерция, используемым в механике.
Тепловая инерция материала может быть определена по формуле:
{\displaystyle I={\sqrt {k\rho c}},}
где
{\displaystyle k} – теплопроводность (англ. bulk thermal conductivity),
{\displaystyle \rho } – плотность материала,
{\displaystyle c} – удельная теплоёмкость материала.
Произведение {\displaystyle \rho c} представляет собой объёмную теплоёмкость.
В системе СИ единицей измерения тепловой инерции является Дж м{\displaystyle ^{-2}} K{\displaystyle ^{-1}} с{\displaystyle ^{-1/2}}, иногда называемая Киффер (англ. Kieffer), или более редко, тью (англ. tiu). Тепловая инерция иногда в научной литературе называется тепловой активностью или термической активностью.
Для материалов на поверхности планеты, тепловая инерция является ключевым свойством, определяющим сезонные и суточные колебания температур, и обычно зависит от физических свойств горных пород, находящихся возле поверхности. В дистанционном зондировании тепловая инерция зависит от сложного сочетания гранулометрического состава, богатства горных пород, выхода на поверхность тех или иных пластов и от степени отвердевания. Грубую оценку величины тепловой инерции иногда можно получить, исходя из амплитуды суточных колебаний температуры (то есть, из максимальной температуры вычесть минимальную температуру поверхности). Температура поверхностей с низкой тепловой инерцией значительно изменяется в течение дня, в то время как температура поверхностей с высокой тепловой инерцией не претерпевает радикальных изменений. В сочетании с другими данными тепловая инерция может помочь охарактеризовать материалы поверхности и геологические процессы, ответственные за формирование этих материалов.
Тепловая инерция океанов является основным фактором, влияющим на изменение климата в отдалённой перспективе (англ. climate commitment) и на степень глобального потепления.

## В строительстве
Тепловая инерция в строительстве — это свойство ограждения сохранять относительно постоянную температуру внутренней поверхности при периодических изменениях внешних тепловых воздействий (колебания температуры наружного воздуха и солнечной радиации). По другим источникам: тепловая инерция (условная толщина, массивность) — способность ограждающей конструкции сопротивляться изменению температурного поля при перемененных тепловых воздействиях. Она определяет количество волн температурных колебаний, располагающихся (затухающих) в толще ограждения. При D приблизительно равной 8,5 в ограждении располагается одна температурная волна.',
Тепловая инерция
Характеристика тепловой инерции D приближенно, без учета порядка слоев в конструкции, определяется по формуле:
{\displaystyle D=R_{1}s_{1}+R_{2}s_{2}+...+R_{n}s_{n}},
где {\displaystyle R_{1},R_{2},R_{n}} — термические сопротивления слоёв ограждения, a {\displaystyle s_{1},s_{2},s_{n}} — коэффициенты теплоусвоения материалов отдельных слоёв за период в 24 часа.
Для конструкции:
- малой инерционности 4 > D > 1,5 (tнар = средняя температура наиболее холодных суток - tхолсут)
- средней инерционности 4 < D < 7 (tнар = среднюю температуру этих величин = (tхолсут + tmin + tхол5сут)/3)
- безинерционных D < 1,5 (tнар = абсолютная минимальная температура наружного воздуха - tmin)
- большой инерционности D > 7 (tнар = температура наиболее холодной пятидневки - tхол5сут)

Зависимость расчетной зимней температуры наружного воздуха от тепловой инерции отменена еще в 1996 г. Сейчас для конструкции с любой тепловой инерцией принимается в качестве расчетной температура наиболее холодной пятидневки обеспеченностью 0,92 (см. СП 50.13330.2012 Тепловая защита зданий).

## Тепловая инерция атмосферы
См. Парниковый эффект